# 雄羊の毛刈り
『雄羊の毛刈り』（おひつじのけがり、Shearing the Rams）は、オーストラリアの画家トム・ロバーツ作の1890年の絵画である。この絵画は木造の毛刈り小屋のなかで仕事に励んでいる、羊の毛刈り人たちを描いている。明確にオーストラリアの特徴を描いた本作品は、田園生活と仕事、特に「力強く、男らしい労働」を称賛しており、羊毛産業が同国の発展に演じた役割を認識している。
『雄羊の毛刈り』はオーストラリア国内で最も有名かつ最も愛されている絵画の1つで、「オーストラリア印象主義の傑作」・「オーストラリアの大衆芸術史の偉大なイコン」であると記述されている。この絵画は、メルボルン、フェデレーション・スクエアのイアン・ポッター・センター：NGV オーストラリアで開催された、ヴィクトリア国立美術館のオーストラリアの美術コレクションの一部である。

## 構図

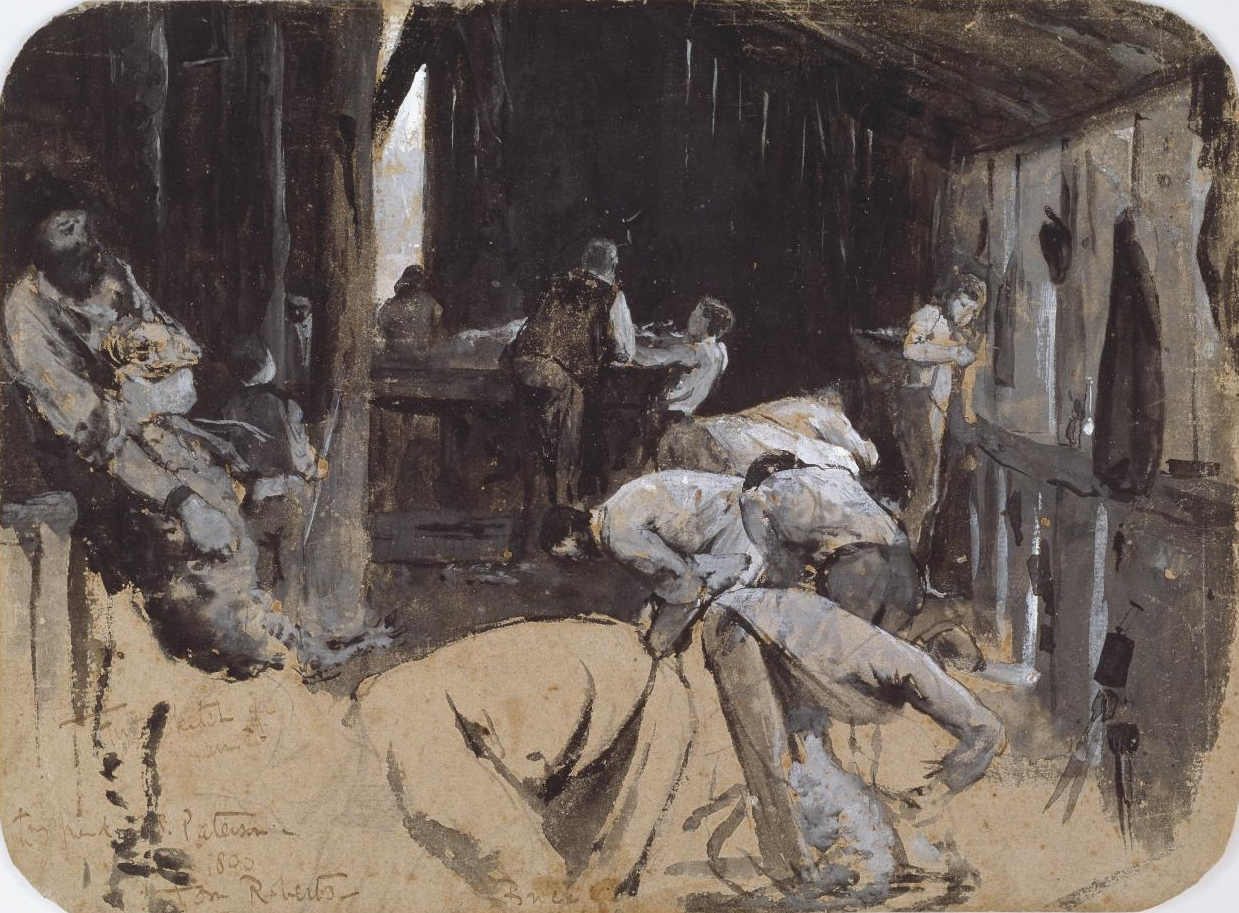
ロバーツが『雄羊の毛刈り』のために描いた、少なくとも70点のスケッチのうちの1点。

モデルにされた刈り取り小屋は現在キレニーン（Killeneen）と呼ばれている場所にある。ニューサウスウェールズ州のリヴァリーナ（Riverina）地域のコラワ（Corowa）近くの24000ヘクタールのブロックルズビー（Brocklesby）ヒツジ・ステーションである。この建物は、ロバーツの遠い親戚のアンダーソン家（Anderson family）の所有であり、ロバーツは1886年に一家の結婚式に出席するために初めてこのステーションを訪れた。ロバーツは、絵画の題材として羊の毛刈りを描くことに決め、1888年春にブロックルズビーを訪れ、小屋の様子や羊、働く男とその仕事を約70〜80点の予備的なスケッチに描き、次の刈り取り期には下書きのされたキャンバスを持ってステーションに戻った。
地元の新聞に「青いシャツとモレスキン地のズボンで...約5フィート×4フィートの油彩の絵の最後の仕上げを施した」と報じられ注目された。
長い間、ロバーツがメルボルンのスタジオで作品の大部分を完成させたと美術史家らは考えていたが2003年に、美術批評家で歴史家のポール・ジョンソンは「トム・ロバーツは、その場で、2年間を費やして『雄羊の毛刈り』を描いた」と主張した。2006年に、ロバーツが毛刈り小屋で作品の大部分を描いたことを示唆する、新たな証拠が明るみに出た。2006年にビクトリア国立美術館は、使われなくなって廃棄された、ロバーツが絵筆を洗ったと考えられる小屋から回収された木片1つに残った塗料の科学的調査を行い、調査で得られた塗料は、さまざまな多くの色合いがあり、作品に使用された塗料と一致していることを確認した。ビクトリア国立美術館のシニア・キュレーター・オヴ・アートであるテレンス・レーン（Terence Lane）は、これは多くの作業が毛刈り小屋で行われたことを示す強力な証拠だと信じている。「わたしにとって、それはその羊飼いに多くの時間を費やした証拠であり･･･それらのすべてのペイントマークと色の選択は、彼が非常に多くの時間を『戸外で』（en plein air）過ごしたことを示している」（"For me, that's evidence of a lot of time spent in that woolshed ... all those paint marks and the selection of colours indicates he spent so much time en plein air"）としている。

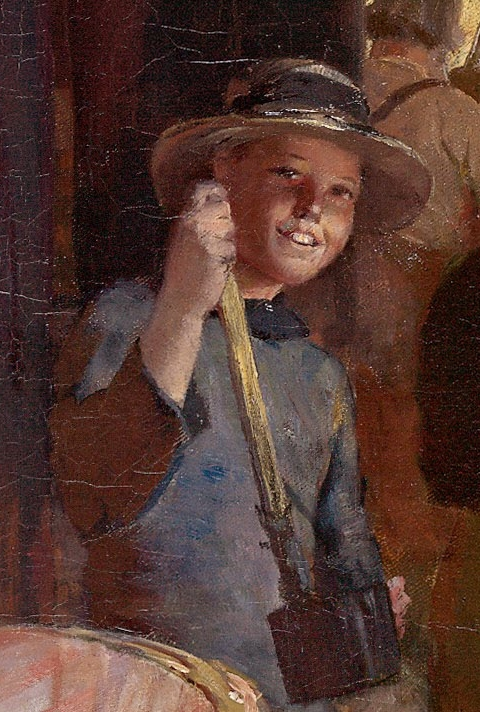
絵の中央にいる笑顔のタール係の少年[毛刈りのさいにヒツジに生じた外傷にタールを塗布する]のモデルは、当時9歳の地元の女児スーザン・ボーンであった。

一見アナクロニズムに見えるもののなかで、絵画は、機械毛刈りよりもむしろ刃毛刈りで羊が刈られているのを示しており、それは1880年代後半にオーストラリアの毛刈り小屋に入り始めた。美術史家テリー・スミス（Terry Smith）の、ロバーツは、毛刈りの故意に歴史的なビジョンを提示したのではないか、という提案は、絵画の構成の時点で電気毛刈りがブロックルズビーにもたらされたという証拠がないために、疑問視されてきた。絵の左側で羊毛を運んでいる若い男は、サン・ジョヴァンニ洗礼堂にあるロレンツォ・ギベルティによる「天国への門」のエサウの人物像をほのめかしている。画面の中央にいる笑顔のタール係[毛刈りのさいにヒツジに生じた外傷にタールを塗布する]の少年は、絵を見る者とアイ・コンタクトをする唯一の人物であるが、そのモデルは実はスーザン・ボーン（Susan Bourne）という9歳の女児で、1979年まで存命だった。彼女はまた、小屋内でほこりを蹴りたててロバーツに大気の一部を捕えさせて、彼を手助けした。
2007年の絵画の洗浄中に行なわれた絵画のX線検査で、中央の毛刈り人のロバーツのオリジナルのスケッチが明らかになった。そのオリジナルのスケッチでは、その毛刈り人にはあごひげがなく、もっと直立していた。その毛刈り人は、身体を前にかがめている人物に変わることで、ヒツジをもっと支配しているように見え、絵画の焦点としての役割を強めている。
メルボルンの額縁製作者ジョン・タロン（John Thallon）はロバーツの多くの絵画に額縁を提供したが、本作品もその中に含まれている。

## 来歴

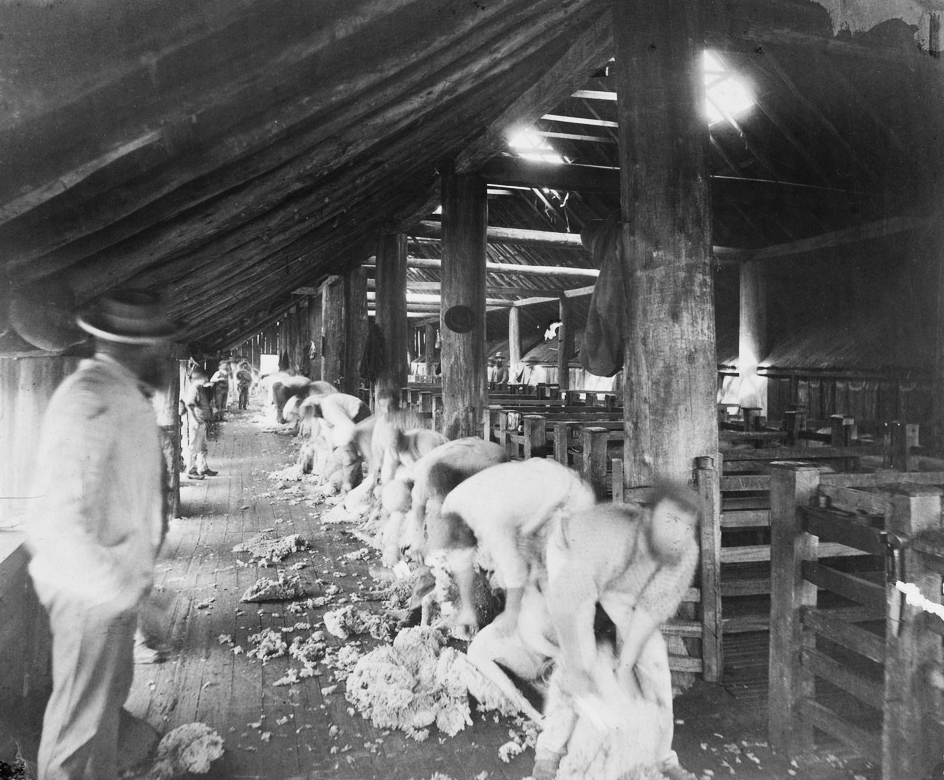
メルボルンの外の毛刈り小屋の写真。チャールズ・ネトルトン（Charles Nettleton）撮影。1880年ごろ。

ロバーツは1856年にイングランド南部、ドーセット州のドーチェスターで生まれ、1869年に家族とともにオーストラリアに移住し、メルボルン、コリングウッド（Collingwood）の労働者階級の住む郊外に住んだ。絵の才能を示し、ビクトリア国立美術館の絵画クラスで学んだ後、1881年にイギリスに戻り、ロイヤル・アカデミー・オブ・アーツ（Royal Academy of Arts）の美術学校で学んだ。オーストラリアの画家ジョン・ピーター・ラッセル（John Peter Russell）と共にヨーロッパを旅し、印象派や外光派のスタイルを身に着け、1885年にオーストラリアに戻った。志を同じくする芸術家らとともに、メルボルンを拠点とする印象派のグループ「ハイデルバーグ派」を形成し、オーストラリア固有の風景である荒れ地やそこで働く人々を描いた。
この頃、オーストラリアで生まれた移民の子孫の人口が初めて外国からの移民の人口を上回った。このことから、オーストラリア人の国民意識が生まれはじめ歴史、文化におけるオーストラリア人のアイデンティティーが意識されるようになった。ロバーツは、国民的芸術を発展させようと努めて、オーストラリア固有の荒地で働く、畜産労働者の、家畜群を市場に追って行く労働者や、毛刈り作業をする労働者といった、生まれたばかりの国家を象徴する農業および牧畜の労働者を主題として選択した。19世紀に、羊毛は植民地のための主要な富の源であったし、1870年代までには、オーストラリアは世界最大の羊毛生産国になっていた。歴史家ジェフリー・ブレーニー（Geoffrey Blainey）が述べるところでは、ジャッキー・ハウ（Jackie Howe）のようなその時代の毛刈り人は、ほぼ「民俗英雄」（"folk heroes"）として見なされ、毛刈りの記録はスポーツの得点と同じように地元新聞で報道された。毛刈り人はまた、クリック・ゴー・ザ・シアラーズ（Click Go the Shears:日本での曲名『調子をそろえてクリック・クリック・クリック』）やバンジョー・パターソンの詩のような、当時人気のあったブッシュ・バラッド（bush ballad）の主題となった。ポール・ジョンソンによれば、『雄羊の毛刈り』はハイデルバーグ派の一員アーサー・ストリートンの作品のように、オーストラリアの芸術家らの自国に対する誇りを示している：「[彼らは、]この国を、激しい労働と決意が世界の楽園にしつつある場所だと考えていた」（"[they] saw the country as a place where hard work and determination were making it the world's paradise"）絵そのものは、ジョンソンによって、オーストラリアの「富を産み出した産業」（"the industry which produced the wealth"）の称賛である説明されている。

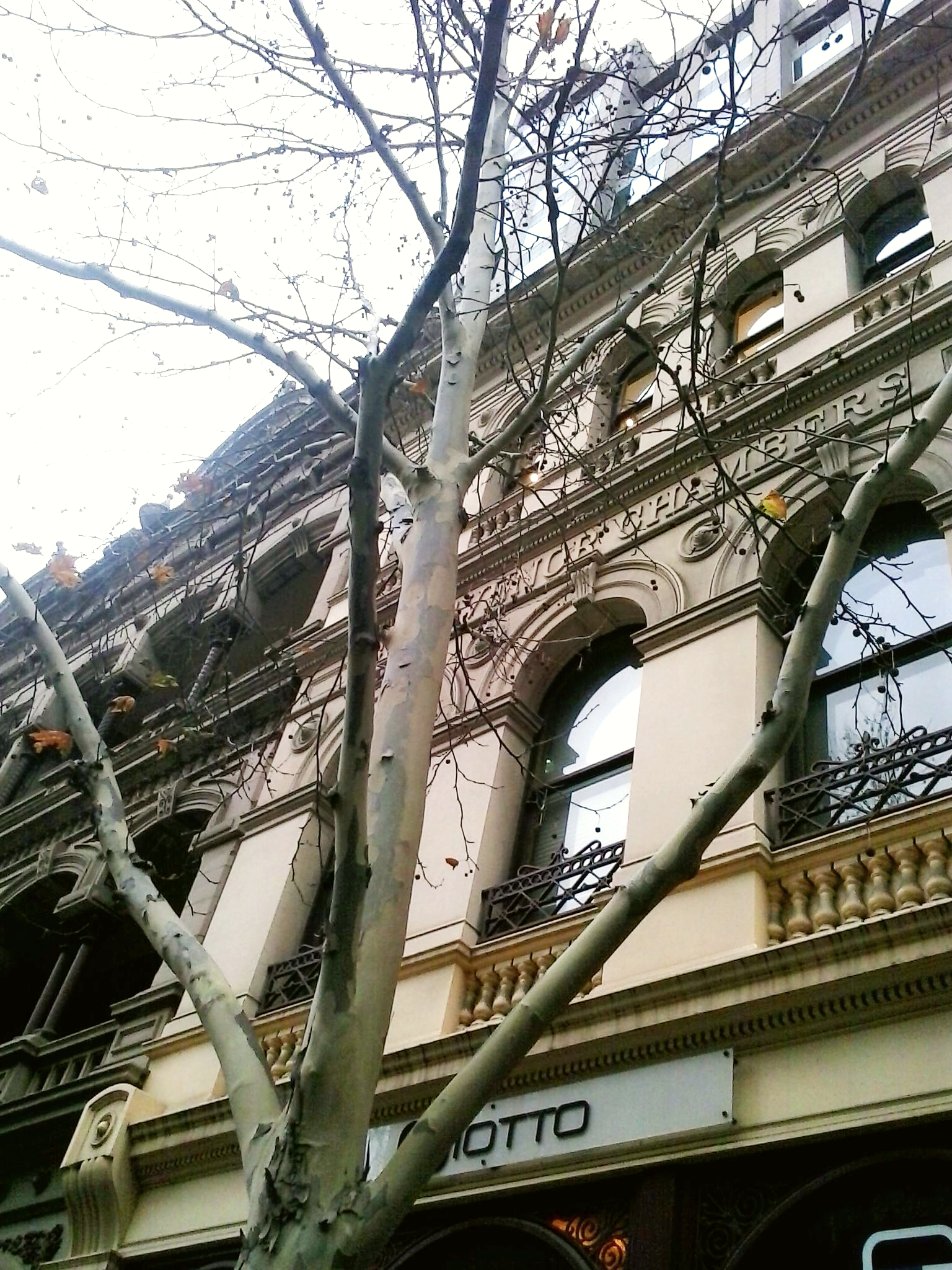
グロヴナー・チェンバーズ。ここでロバーツは『雄羊の毛刈り』の最後の仕上げを行い、最初の展示を行った。

ロバーツは1890年5月に『雄羊の毛刈り』を描き終え、メルボルン、コリンズ・ストリート（Collins Street）のグロヴナー・チェンバーズ（Grosvenor Chambers）の自分のスタジオで公開した。ただちにこの絵を公共のギャラリーに入れるよう求められ、シドニーの報道のあるメルボルン通信員は、「たとえ私たちのナショナル・ギャラリーの評議員会が愛国心が最低であっても、彼らはそれを購入するだろう」（"if our national gallery trustees were in the least patriotic, they would purchase it"）と述べた。ロバーツはこの絵をビクトリア国立美術館に売りたいと願い、しかしながらこれはディレクターのジョージ・フォリングスビー（George Folingsby）と評議員のうちの一人を含む、ギャラリーの重要人物らに反対された。結局のところ彼は絵画を地元の牧畜商代理人に350ギニーで売り、代理人はメルボルンのオフィスでそれを展示した。1932年、ロバーツの死の1年後に、ビクトリア国立美術館はついにアルフレッド・フェルトン（Alfred Felton）からの資金を使って絵画を手に入れた。
2002年に絵画は新しい、より大きな額縁にはめなおされた。ビクトリア国立美術館の修復家たちによれば、これはロバーツのオリジナルの額縁と一致しており、オリジナルは額縁作りの流行が変わるので多年にわたって切り詰められていた。2006年にビクトリア国立美術館は絵画の大規模な修復を開始したが、これは80年間超で初めてだった。前の修復で使用された天然樹脂が徐々に劣化したために、絵画はゆっくりとその表面（cover）を失っていた。修復は以前には認識されなかった背景の詳細のみならず、ロバーツのオリジナルなカラー・パレットの多くをも明らかにした。絵画が洗浄されたのち、レーンは、自分は「私たちが以前は気づいていなかった方法で、空間と光が毛刈り小屋の、後方の広がりを横切って流れる様子を見ることができた」（"could see the way the space and light flowed across the back reaches of the shearing shed in a way we really hadn't been aware of before"）と主張した。絵画は現在、メルボルンのフェデレーション・スクエア（Federation Square）のイアン・ポッター・センター（Ian Potter Center）において、ビクトリア国立美術館のオーストラリア美術コレクションとともに展示されている。

## 批評の受容
絵画は当初、メルボルンの新聞『ジ・エイジ』で好評を博し、「明確にオーストラリアの性格の、たいへん重要な作品」（"most important work of a distinctly Australian character"）であると報じられた。しかしながら、より保守的な分子は批判的であったし、メルボルンの主要な美術批評家で『The Argus』のジェームズ・スミス（James Smith）は、絵はあまりにも自然主義的だとコメントした。「アートは、一回のものではなく、すべての時間のものであるべきで、一つの場所ではなく、すべての場所のものであるべきである」（"art should be of all times, not of one time, of all places, not of one place"）、付け加えて、「われわれは羊がどのように毛を刈られているかを見るためにアート・ギャラリーに行くことはありません」（"we do not go to an art gallery to see how sheep are shorn"）これに応えて、ロバーツは「芸術を、一度の、そして一か所の完璧な表現にすることによって、いつでも、あらゆる場所でそれが成り立つ」（"by making art the perfect expression of one time and one place, it becomes for all time and of all places"）と述べて、主題の選択を擁護した。
『The Argus』は、絵の1890年の批評で、「生来そうなるように現地で生まれた」（"native and to the manner born"）毛刈り人が「若きオーストラリアの身体的特徴」（"the physical characteristics of Young Australia"）を提示していると書いた。美術史家クリス・マコーリフ（Chris Mcauliffe）は、この解釈を繰り返し、毛刈り人らを「男らしさの完璧な標本」（"perfect specimens of manhood"）と呼んだし、彼らは、ロバーツのビジョンの中では、「オーストラリアのいわゆる『来たる男』」（"the so-called 'coming man' of Australia"）を代表していた。
より近年の批評家らの述べるところによれば、これは、オーストラリアの田園生活の理想化されたノスタルジックな見方を提示しており、あらたに組織化された毛刈り人らと土地定住者らとの間で当時、起こっている紛争の兆しはなく、その紛争は1891年のオーストラリアの毛刈り人らのストライキにおいて最高潮に達した。しかしながら、絵は最終的には「新興の国民的アイデンティティーの決定的なイメージ」（"the definitive image of an emerging national identity"）と見なされることになる。

## 後世の影響など

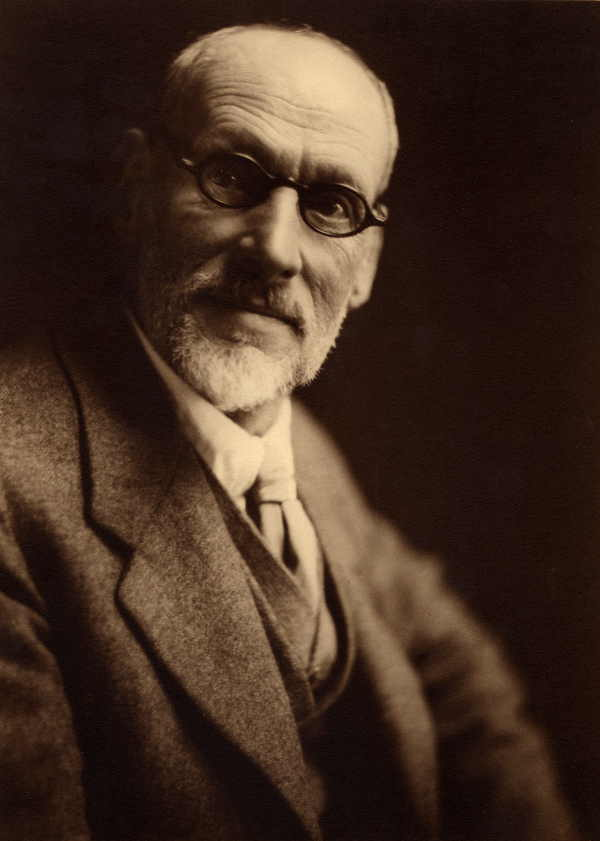
晩年のロバーツ。1925年以前。

『雄羊の毛刈り』は、オーストラリア美術史上、最も有名で愛されている絵画の一つとなった。この絵画は教科書に掲載され、カレンダーやジグソー・パズル、マッチ箱や郵便切手のデザインに採用され、オーストラリア国民に広く認識されている。しばしば、広告キャンペーンでも登場人物がオーストラリア人であることを示すために絵画のパロディが利用されることもある。登場人物が白人労働者であるこの絵をオーストラリア国民のアイデンティティとすることに対する異議を主張するため、アボリジニのニューンガー族（Nyoongar）を出自とする芸術家ダイアン・ジョーンズ（Dianne Jones）が、アボリジニなどの人物を書き加えたように、除外された人物を加えた作品が作られることもあった。

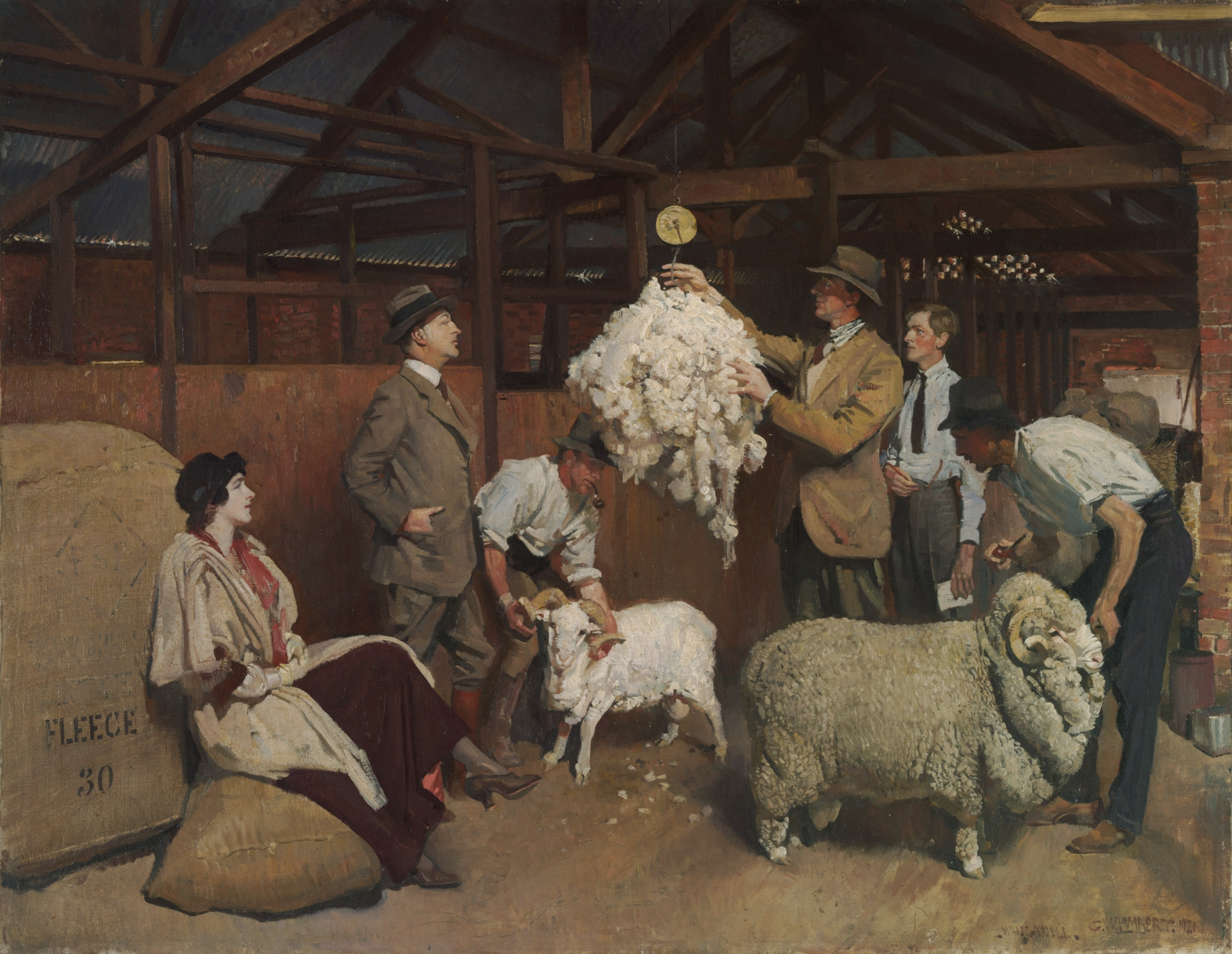
ジョージ・ワシントン・ランバートの『羊毛の計量』（Weighing the fleece）（1921年）は、『雄羊の毛刈り』を意識した作品とされる。

ジョージ・ワシントン・ランバートの1921年の作品『羊毛の計量』（Weighing the fleece）は、『雄羊の毛刈り』を強く意識して製作された作品と言われている。ジム・ダヴィッドソン（Jim Davidson）の言うように、ロバーツの作品が力強い男性労働者への賞賛を描いているのに対して、『羊毛の計量』では富を支配する別の社会的階層の人々の存在を暗示しているともいえる。フォトリアリストの画家マーカス・ベイルビー（Marcus Beilby）は、仕事中の毛刈り労働者を描いた絵画で、1987年のサー・ジョン・サルマン賞（Sir John Sulman Prize）を勝ち得たが、描かれたのは、自動化された毛刈り装置を使用した、近代的な作業を描いたが、彼もロバーツの作品を意識したタイトルをつけた。
『雄羊の毛刈り』のインパクトは、オーストラリア映画にも見ることができる。
『The Squatter's Daughter』（1933年）の中の毛刈り小屋の複数のショットは、絵画の中のそれに酷似している。オーストラリアのニュー・ウェーブ映画 『Sunday Too Far Away』（1975年）の映画撮影は、奥地の羊のステーションの設定で、他のオーストラリアの絵画の中でも、『雄羊の毛刈り』の影響を強く受けていた。この作品は、ニュージーランドの作家スティーヴン・デイズリー（Stephen Daisley）に霊感を与え、2015年の歴史小説『Coming Rain』を書かせた。
1965年に、絵画に登場した毛刈り小屋が雑木林火災で焼失し、そのレプリカが近くの保護区に地元のコミュニティーによって構築された。2010年6月には、ニューサウスウェールズ州のタカムウォル（Tocumwal）近くのノース・タパール（North Tuppal）駅で、絵画のシーンの再現が行われた。2011年にはビクトリア国立美術館の150周年記念式典の一環として、メルボルンのフェデレーション・スクエアで『雄羊の毛刈り』の実物大の公演が行われた。